# Виллок, Коре
Коре Исоксен Виллок (норв. Kåre Isaachsen Willoch; 3 октября 1928 — 6 декабря 2021) — норвежский государственный и политический деятель, премьер-министр Норвегии в 1981—1986 годах.

## Ранняя карьера
Окончил Университет Осло по специальности «экономика». После Второй мировой войны служил в составе норвежского отряда на территории Германии в Шлезвиг-Гольштейне. Вся политическая карьера Виллока связана с партией Хёйре. В 1952 году Виллок был избран депутатом городского совета Осло.

## Политическая карьера
Впервые был избран в норвежский парламент в 1958, и с тех пор неизменно подтверждал свой мандат вплоть до 1989 года. Занимал ответственные посты в руководстве партии, в частности, её председатель в 1970—1974.
Два раза занимал пост министра торговли судоходства — в первом послевоенном кабинете Норвегии, сформированном без участия социалистов в 1963, и позже — в 1965—1970 в кабинете Пера Бортена. Ушёл из правистельства, чтобы сосредоточиться на руководстве своей партией.

### Премьер-министр Норвегии
В октябре 1981 года социалисты потерпели на парламентских выборах серьёзное поражение, в частности, и благодаря умело проведенным Виллоком публичными дебатами с лидером социалистов Гру Харлем Брунтланн. К. Виллок возглавил новый однопартийный консервативный кабинет. Хотя кабинет пользовался поддержкой извне иных правых партий, они не смогли прийти к соглашению о создании коалиции вплоть до 1983 года. В 1983 году новый кабинет составили уже представители трёх партий — Хёйре, Христианской народной и представители Партии Центра.
По результатам выборов 1985 года позиции правящей коалиции значительно ослабли, и правительству пришлось искать поддержки у правой Партия прогресса. Однако, после того, как Партия Прогресса, солидаризировавшись с левыми фракциями в стортинге, не поддержала налоговые инициативы правительства, кабинет Виллока вышел в отставку.
Период, во время которого кабинет Виллока находился у власти, был временем серьёзного обострения норвежско-советских отношений. В частности, в 1984 году в Норвегии был арестован, а 1985 году осуждён на 20 лет за шпионаж в пользу СССР норвежский дипломат Арне Трехольт.

### Дальнейшая политическая карьера
После ухода с поста премьер-министра страны К Виллок в период 1989—1998 являлся главой администрации фюльке Осло, а позже — Акерсхуса.
С 1998 по 2000 годы являлся председателем государственной телерадиовещательной корпорации.
В 1996 году получил звание командора со звездой Ордена Святого Олафа.
Умер на 94-м году жизни 6 декабря 2021 года в своём доме в Осло.

## Политическая репутация
Был известен как отличный полемист и умелый оратор. Являлся одним из наиболее последовательных критиков так называемого «скандинавского социализма» и приверженцем традиционных капиталистических ценностей. Вместе с тем, после ухода из большой политики его консервативные взгляды претерпели некоторые изменения, а последующий правозащитный и экологический активизм экс-премьера, начавшего критиковать «культуру алчности», офшорные зоны и политику Израиля по отношению к палестинцам, снискали ему определённый авторитет в левых кругах.
Владел четырьмя языками: норвежским, английским, немецким и французским. Автор многочисленных книг по вопросам экономики.